# You are the Legend

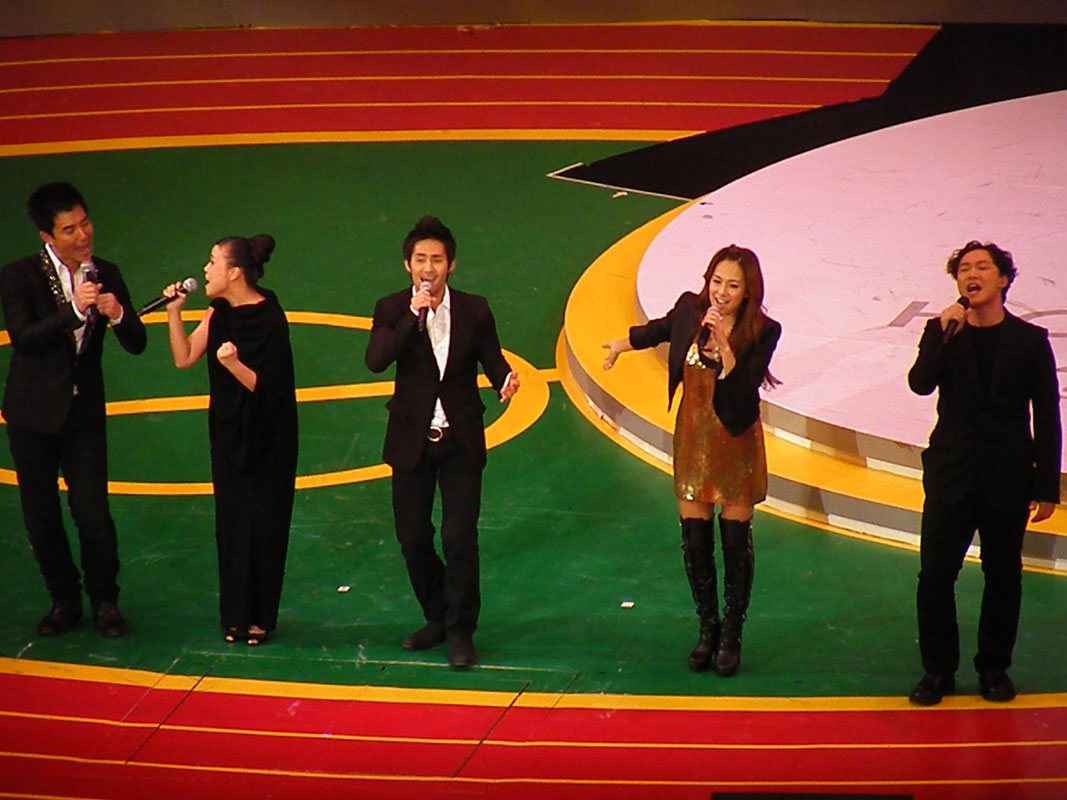
2009年東アジア競技大会の閉会式でパフォーマンスされた国際版。左から、リッチー・レン、朱哲琴、中孝介、チェヨン、イーソン・チャン

「You are the legend」は、香港で開催された2009年東アジア競技大会のテーマ曲。開幕の1年前となる2008年12月5日に発表された。宣伝やマスコミで放送され、大会時には広く使われ、開幕・表彰・閉幕式にも使用された。 
香港で話される広東語による香港版のほか、国際版が存在する。

## 広東語・香港版
この曲は、歌手、有名人、一部のアスリートを含む60人以上のパフォーマーによって歌われた。

### 歌手
| - ジャッキー・チュン - アラン・タム - ナタリス・チャン - ハッケン・リー - イーソン・チャン - ミリアム・ヨン - レオ・クー - ジョイ・ヨン - ジジ・リョン - シャーリーン・チョイ - アンディ・ホイ - ヒンズ・チャン - ヴィンシー・チャン - ジャスティン・ロー - マリア・コルデロ - アレックス・フォン | - ディープ・ン - ウィリアム・チャン - チャウ・パッホウ - フィオナ・シット - ポン・ナン (藍奕邦) - ウィルフレッド・ラウ - ジェイソン・チャン - シャーマン・チョン - エラ・クーン - ステファニー・チェン - フィリップ・ウェイ (韋雄) - エレイン・コン - ジェイド・クァン - ニキ・チョウ - ケルビン・クァン | - EO2 - Soler - FAMA - JJ・ジャア - 裕美 - パーシー・ファン - ヴァンジー・タン - イヴァン・ワン (王友良) - タッキ・ウォン (王若琪) - テレンス・チョイ - フィオナ・フォン - ジェイミー・フォン (方珈悠) - チェリー・ウォン (黃鎧晴) - タット・ディック - HotCha | - G.E.M - A-dAY - ロジャー・フォン (馮家俊) - エンジェル・ホー - エヴァ・ユーキウ - コリーン・ラウ (可嵐) - Freeze - ToNick - Square - アルバート・チョウ (周吉佩) - ヴィーナス・チャン (張苡澂) - ビアンカ・ウー - アレックス・ホン (洪杰-扈佳榮) - テリー・チュイ (徐浩) - アレックス・リー (李志剛) - アリソン・ハウ (侯嘉明) - ティニー・ウォン (黃天頤) |

### アスリート
| - ウォン・チェン ※バドミントン選手 - イップ・プイイン ※バドミントン選手 | - ウー・シウ・ホン (胡兆康) ※ボウリング選手 - シェリーツァイ (蔡曉慧) ※水泳選手 | - ステファニー・アウ (歐鎧淳) ※水泳選手 - エレイン・チャン (陳宇寧) ※水泳選手 | - マック・プイ・ヒン (麥珮軒) ※スカッシュ選手 - チャン・ユン・トウ ※ボディビル選手 |

## 国際版
国際版の「You are the Legend」は、東アジア競技大会の各参加地域の団結を表すことを目的としている。日本からは中孝介、香港からはイーソン・チャン、中国からは朱哲琴、台湾からはリッチー・レン、韓国からはチェヨンが参加し、日本語、中国語、韓国語に加え英語の4か国語で歌われている。
2008年11月17日に収録が始められ、2009年5月20日に開催された「香港競馬会の2009東アジア競技大会のボランティアがボランティアの拇印の壁を計画します」の開会で初めて流された。

## 参考資料
1. ↑  香港版の曲名は「衝出世界」。